# جيمس فولي
جيمس فولي (بالإنجليزية: James Foley)‏ هو مصور صحفي أمريكي مستقل ولد في يوم 18 أكتوبر 1973 في بلدة روتشستر في ولاية نيو هامبشر في الولايات المتحدة كان يعمل مع وكالة جلوبال بوست الإعلامية الأمريكية في 22 نوفمبر 2012 خُطف من قبل عناصر تنظيم الدولة الإسلامية في العراق والشام في سوريا خلال تغطيته لأحداث الحرب الأهلية السورية وبقي محتجز عندهم إلى يوم 19 أغسطس 2014 حيث قام التنظيم بقطع رأسه رداً على قيام الولايات المتحدة بشن غارات جوية ضد عناصر تنظيم الدولة في شمال العراق بعد أن كانت قد اقتربت من مدينة أربيل عاصمة إقليم كردستان في شمال العراق، وقد تم تصوير فلم قطع رأسه وقد ناشد الولايات المتحدة بالتوقف عن ضرب مواقع تنظيم الدولة الإسلامية، وقد كان قبل ذلك أُحتجز في ليبيا من قبل نظام معمر القذافي إبان الحرب الأهلية الليبية وأطلق سراحه فيما بعد.

## وصلات خارجية
- جيمس فولي على موقع IMDb (الإنجليزية)
- جيمس فولي على موقع قاعدة بيانات الفيلم (الإنجليزية)
- Articles written by James Foley at GlobalPost

```
on 
تويتر
```

- Free James Foley, family website (August 13, 2014, snapshot at Wayback Machine)
- James W. Foley Legacy Fund website